# Proyecto de Mancomunidad Valenciana
El Proyecto de Mancomunidad Valenciana fue una iniciativa de régimen de autonomía puesta en marcha en la actual Comunidad Valenciana (España) en 1919, durante el reinado de Alfonso XIII, a imitación de la Mancomunidad de Cataluña y en el contexto de la Restauración. Fue la primera vez que desde el Decreto de Nueva Planta del Reino de Valencia instituciones públicas valencianas, en este caso la Diputación de Valencia y el Ayuntamiento de la capital, redactaban un marco jurídico normativo estructurado con vocación de regular un régimen autonómico o descentralizador. No obstante, las bases para discutir la Ponencia que presentó la Diputación eran mucho más ambiciosas que las del Ayuntamiento. En cualquier caso, la iniciativa no prosperó y decayó.

## Antecedentes
En enero de 1912 la Diputación Provincial de Valencia envió una delegación a Barcelona para conocer de primera mano el proyecto de Mancomunidad de Cataluña y las campañas que se habían puesto en marcha para conseguirla. El informe de la delegación fue positivo por lo que se nombró una comisión que estudiara «las bases de la Mancomunidad Catalana y establezca las que han de regir en las provincias valencianas y que después de aprobadas por nuestra corporación, serán sometidas a la aprobación de las de Castellón y Alicante». Sin embargo, esta iniciativa encontró escasos apoyos entre los sectores políticos y sociales de la ciudad de Valencia, a excepción de Lo Rat Penat, que organizó un ciclo de conferencias y de «pláticas sobre el regionalismo» en los locales de la propia entidad, y del valencianista Centre Regionalista Valencià, el nuevo nombre de Valencia Nova, que envió un telegrama al presidente del gobierno José Canalejas que decía: «Centre Regionalista Valentí agradece vivamente Vuecencia decidida actitud defensa proyecto ley Mancomunidades y espera la aprobación para satisfacción legítimos deseos de las regiones hispánicas y demostración propósitos descentralizadores del partido liberal». Canalejas contestó con otro telegrama: «Recibo su telegrama y estén seguros que el partido liberal perseverará en su política descentralizadora».
Cuando el 18 de diciembre de 1913 se aprobó finalmente el decreto que permitía la formación de Mancomunidades a las provincias que así lo acordaran, las principales fuerzas políticas valencianas no mostraron un gran entusiasmo. El diario blasquista El Pueblo advirtió que «nos parece en cuanto al decreto se refiere, que peca de mezquino y parece sólo adecuado a las ambiciones de todas clases de los regionalistas catalanes». Por su parte el conservador Las Provincias publicó que la opinión pública «recela fundamente de un instrumento administrativo que puede despertar el insaciable apetito de caciques y oligarcas». Sin embargo, Las Provincias tomó la iniciativa e invitó a los presidentes de cada una de las tres diputaciones a que dieran su opinión sobre el decreto y sobre su posible aplicación en los territorios del antiguo Reino de Valencia.
El presidente de la Diputación de Castellón, Arcadi Porcar Ribes, contestó que consideraba «plausible en alto grado» el proyecto de Mancomunidad —«más aún entre aquellas actuales determinaciones geográficas o provincias, que tienen afinidades étnicas e históricas y que, por la similitud de su vida, pueden aunar esfuerzos para conseguir el perfeccionamiento de ésta»—, pero advertía que se debía contar con «la coparticipación que en los beneficios ha de tener cada una de las partes o provincias mancomunadas» —consideraba necesario «que se dicten las oportunas disposiciones complementarias que den mayor amplitud al campo financiero provincial, y a la capacidad tributaria de los Ayuntamientos, para que pueda tener cumplido desarrollo la finalidad plausible de las Mancomunidades».
Por su parte el presidente de la Diputación de Alicante, Manuel Orts, se mostró favorable a la idea pero propuso que se incluyera también a las provincias de Albacete y de Murcia, para constituir una Mancomunidad de Levante, alegando «la situación geográfica que ocupa la provincia de Alicante... y visto la huerta de Orihuela, prolongación de la feracísima de Murcia, [y] la influencia positiva que esta ciudad tiene en aquella parte de nuestra provincia, imponiéndole sus costumbres, su dialecto, sus afectos y sus relaciones mercantiles». En el mismo sentido se pronunció el presidente de la Diputación de Valencia: «Me propongo... invitar a las [pronvincias] que podamos considerar levantinas..., pues si bien no existe duda alguna respecto a Alicante y Castellón, bien pudiera llegarse hasta invitar a las provincias de Murcia y Albacete, que por tantos conceptos tienen comunidad de intereses con nosotros». Terminaba diferenciándose de las intenciones del catalanismo: «Tampoco creo necesario hacer protestas de patriotismo que ha de inspirar todos los actos de la proyectada Mancomunidad. No son necesarios tratándose de nosotros».
Por otro lado, hubo sectores sociales y políticos tanto de Alicante como de Castellón que rechazaron el proyecto. El Diario de Alicante se opuso «a las miras de capitalidad con que nuestra llamada hermana mayor viene soñando desde que perdió hace más de un siglo esa prerrogativa». En el mismo sentido se manifestó el líder republicano castellonense Fernando Gasset, entonces concejal del Ayuntamiento de Castellón de la Plana.

## Proyecto

### Propuesta de la Diputación de Valencia
El documento se conoció como Bases de organización regional presentadas para la Ponencia de la Mancomunidad de la Diputación de Valencia. De las mismas destaca el uso del término «Región» para referirse a la futura entidad, integrada por municipios sin que debieran necesariamente formar parte de la estructura provincial del momento «ni guardar lazos históricos». La entidad gozaría de autonomía que se haría expresa en la regulación, debiendo abstenerse en las materias de su competencia el «Gobierno Central» y, al tiempo, la entidad regional se abstendría de inmiscuirse en los «Gobiernos Municipales» (reconocimiento implícito de cierta autonomía local). De hecho, la base octava señalaba que «la Región no es superior al municipio; es más bien la condensación de estos». El texto no trató la cuestión del idioma.
Órganos
El órgano fundamental del denominado «Gobierno Regional» [en ocasiones también llamado en el texto «Diputación Regional»] es la «Asamblea», elegida por los ayuntamientos y a la que se reconocen expresamente el poder legislativo, el ejecutivo y  el judicial. Para estos dos últimos poderes, la Asamblea «se subdivide» en «Consejo Regional» y en un «Tribunal económico-administrativo», con una evidente confusión en la clásica división de poderes. Las bases establecían la capacidad jurídica de obrar y la plena personalidad jurídica y capacidad para obligarse al Gobierno Regional, al que reconocían la representación legal de la región.
Competencias
Las bases establecían como competencias del Gobierno Regional, además de las propias de la gestión de sus bienes, las destinadas a:
a) La creación de instituciones financieras.
b) La gestión de las obras públicas (carreteras y puertos), incluso aquellas propiedades del Estado en ese momento y que no fueran declaradas por él mismo de "interés nacional". Creación de líneas de ferrocarril de interés regional.
c) La creación y mantenimiento de nuevos centros de instrucción pública, con independencia de los del Estado.
d) La prestación de servicios sanitarios y asistenciales
e) El servicio agrario, incluyendo la formación veterinaria.
f) El derecho de intervención en las contribuciones de la región y en cuantos bienes ocultos pudieran descubrirse y la obligación del Estado de garantizar rentas suficientes para el cumplimiento de sus fines.
g) El derecho a mancomunarse con otras regiones de España.

### Propuesta del Ayuntamiento de Valencia
Las Bases presentadas para la Ponencia de la Mancomunidad por el Ayuntamiento de Valencia eran un texto normativo más completo, con treinta y siete bases y una menor vocación de autonomía. En realidad, el texto siempre hace referencias al conjunto de España: «la actual división territorial del Estado será modificada ...», «las Asambleas regionales deberán ...» y se trata a la Mancomunidad como una «región administrativa» que sustituiría a las provincias.
Órganos
El «Gobierno interior de las regiones» correspondería a una «Asamblea Regional»«» formada por Diputados elegidos por sufragio indirecto de los ayuntamientos. Se encuentra más delimitada la división de poderes que en la propuesta de la Diputación, pero hay escasas variaciones respecto al resultado final: el «Consejo de la Región» y el «Tribunal administrativo» quedan vinculados a la Asamblea.
Competencias
La base 10ª hace un recorrido exhaustivo de competencias, aunque en realidad casi todas ellas son las que mantenían en ese momento las propias diputaciones provinciales o los ayuntamientos. Merece destacarse como ruptura de esa línea las competencias plenas de gestión en materia de puertos, sean nacionales o no, que reconocía a la Mancomunidad, la creación de instituciones de crédito y la participación, junto con el Estado, en el reparto de los tributos.